# Netzentwicklungsplan
Unter dem Stichwort Netzentwicklungsplan werden zwei Studien zur Entwicklung des deutschen Strom- bzw. Gastransportnetzes verstanden, die laut Energiewirtschaftsgesetz (EnWG) regelmäßig vorgelegt werden:
1. Der Netzentwicklungsplan Strom[1] (§ 12 EnWG) wird durch die deutschen Übertragungsnetzbetreiber erstellt.
2. Der Netzentwicklungsplan Gas[2] (§ 15 EnWG) durch die Fernleitungsnetzbetreiber